# Antonio de Olaguer y Feliú
Antonio Olaguer Feliú (1742-1813) est gouverneur de Montevideo entre le 2 août 1790 et le 11 février 1797, et est désigné vice-roi du Río de la Plata le 2 mai 1797, charge qu'il occupe jusqu'au 14 mai 1799.

## Biographie
Antonio Olaguer Feliú nait à Villafranca del Bierzo, Province de León. Il est envoyé à Buenos Aires durant le gouvernement de Pedro de Cevallos comme spécialiste militaire et participa au siège de Colonia del Sacramento en 1777. Il est nommé inspecteur militaire en 1783.
Le 2 mai 1797, don Antonio Olaguer Feliú est désigné Vice-roi du Río de la Plata. Durant son mandat, il doit affronter les menaces des forces britanniques et portugaises dans la région du Río de la Plata, ainsi que le climat révolutionnaire débutant inspiré de la Révolution française. Dans le domaine économique, il autorise l'entrée de bateaux étrangers et neutres dans le port de Buenos Aires pour stimuler les activités commerciales de la vice-royauté qui commençaient à souffrir des effets négatifs des tensions croissantes entre les puissances européennes.
De retour en Espagne il est nommé Secrétaire à la Guerre par Carlos IV. Il meurt à Madrid en 1813.